# 葛熙熊
葛熙熊（1952年10月17日—），江蘇吳縣人，中華民國空軍將領，父親葛南杉曾隨孫立人遠征入緬，中華民國空軍官校第55期畢業。曾任空軍官校學指部主官、國防部空軍司令部參謀長。